# Gabbiella
Gabbiella es un género de gasterópodos de la familia de los Bithyniidae.

## Especies
Las especies de este género incluyen:
- Gabbiella balovalensis
- Gabbiella humerosa
- Gabbiella rosea
- Gabbiella stanleyi